# Guy Drut
Guy Drut (Oignies, Pas-de-Calais, 1950. december 6. –) olimpiai bajnok francia atléta, politikus, aki az 1972-es és az 1976-os olimpián is érmet szerzett a férfi 110 méteres gátfutásban.

## Pályafutása
Münchenben, az 1972-es olimpián a 110 méteres gátfutás döntőjében az amerikai Rodney Milburn után a második helyen ért célba, s ezzel ezüstérmet szerzett. Az 1974-es Európa-bajnokságon kényelmesen megszerezte az első helyet. A következő olimpián, Montréalban megvalósította élete álmát, ugyanebben a számban 13:30-as idővel a kubai Alejandro Casañas és az amerikai Willie Davenport előtt megszerezte élete első aranyérmét.
Visszavonulása után az üzletben és a politikai életben vállalt posztokat. 1995 és 1997 között Alain Juppé kormányában az ifjúság ügyeivel és a sporttal foglalkozó minisztérium vezetője lett.
1992 és 2008 között Coulommiers város polgármestere volt.
A francia bíróság 2005-ben 15 hónapra elítélte, mert kenőpénzt fogadott el. 2006-ban Jacques Chirac elnök amnesztiában részesítette. Ez alkalommal a 2002-ben elfogadott amnesztiatörvény egy ritkán használt szabályára hivatkozott: az elnök meghatározott bűncselekmények esetében amnesztiát adhat olyan embereknek, akik Franciaország jó hírnevét öregbítették az élet valamely területén.